# Décio Werneck
Décio José de Carvalho Werneck (Petrópolis, 23 de março de 1910 - Rio de Janeiro, 22 de Setembro de 1973), foi professor e co-fundador do Colégio Padre Antonio Vieira, no Rio de Janeiro.
Formou-se em Direito, foi membro do Instituto Histórico de Petrópolis, inspetor federal de Ensino Secundário e fundador da Faculdade de Direito de Petrópolis, da qual foi membro do Conselho Técnico Administrativo e posteriormente do Conselho de Administração.
Foi professor particular dos filhos dos barões de Saavedra e, deste convívio, nasceu a ideia de fundar um colégio moderno no Rio de Janeiro, idealizado como uma escola-modelo pela baronesa.
No dia 1 de Setembro de 1940, com Dona Carmen Saavedra e D. Thomaz da Câmara, professor amigo dos barões, fundou o Ginásio Padre Antonio Vieira, num prédio alugado na Rua Humaitá, em Botafogo. A escola, que mais tarde se tornou o Colégio Padre Antonio Vieira, começou a funcionar com 20 alunos matriculados no ano de 1941.
Dr. Décio Werneck foi diretor do colégio e nos primeiros anos ensinou português, geografia e história. Com o passar do tempo, foi delegando o ensino nos novos professores, ocupando-se principalmente com a direção geral e a orientação pedagógica.
Após dedicar mais de 32 anos de sua vida ao projeto educativo do colégio, faleceu subitamente, vítima de um mal cardíaco, em plenas funções.